# Nerf supra-scapulaire
Le nerf supra-scapulaire (ou nerf sus-scapulaire) est un nerf du corps humain situé au niveau du cou et de l'épaule. 

## Origine
Le nerf supra-scapulaire nait sur la face postérieure du tronc supérieur du plexus brachial. Il contient des fibres en provenance des cinquième et sixième nerfs cervicaux

## Trajet
Le nerf supra-scapulaire longe la face postérieure du ventre postérieur du muscle omo-hyoïdien. Il passe par l'incisure scapulaire sous le ligament transverse supérieur de la scapula. Il croise le bord latéral de l'épine de la scapula et se termine dans le muscle infra-épineux et dans le ligament coraco-claviculaire de l'articulation gléno-humérale.

## Zone d'innervation
Le nerf supra-scapulaire innerve les muscles supra-épineux et infra-épineux.
Il donne également des branches articulaires aux articulations gléno-humérale et acromio-claviculaire, et parfois une branche sensitive pour une petite partie de la peau du bras.

## Aspect clinique
Une lésion du nerf supra-scapulaire provoque des douleurs dorsales, des problèmes d'abduction et de rotation externe de l'humérus, et une atrophie des muscles sus-épineux et infra-épineux. La lésion peut être occasionnée par une compression dans son passage de l'incisure scapulaire.